# Nathan Bedford Forrest
Nathan Bedford Forrest (13. juli 1821 – 29. oktober 1877), var en af konføderationens generaler og måske den amerikanske borgerkrigs højest ansete kavaleri- og guerillaleder. Han var en af krigens mest innovative og succesfulde generaler; hans taktikker studeres stadig af moderne soldater. 
Forrest meldte sig til hæren som menig, og sluttede krigen som generalløjtnant. Han var dermed den person, på begge sider i krigen, der opnåede det største avancement.
Efter krigen var han en af de seks personer, der startede Ku Klux Klan i 1865, præcis 8 måneder og 4 dage efter den amerikanske borgerkrig. Han har haft stor indflydelse på den amerikanske historie. I filmen Forrest Gump fortæller Forrest at han er opkaldt efter Nathan Bedford Forrest.